# Marie Sneve Martinussen
Marie Sneve Martinussen (Sør-Varanger, 30 de diciembre de 1985) es una política, economista y música noruega, actualmente líder del Partido Rojo. Se desempeñó como Vicepresidenta del Partido Rojo hasta la dimisión de Bjørnar Moxnes como líder del partido. También es miembro del Storting por Akershus desde 2021.

## Juventud y educación
Martinussen creció en Sandnes, cerca de Bjørnevatn, en las afueras de Kirkenes, en el municipio de Sør-Varanger. Es nieta del partisano Håkon Sneve. Durante su juventud, participó activamente en la organización ecologista Natur og Ungdom, donde ocupó el cargo de secretaria para Rusia. En 2008, ella y otros seis miembros de la organización fueron detenidos por las autoridades de inmigración rusas durante una acción pacífica en Apatity; aunque creían tener los permisos necesarios, fueron interrogados y multados. Posteriormente, Martinussen se graduó en economía social por la Universidad de Oslo. 

## Carrera política
En 2009, Martinussen ocupó el segundo lugar en la lista del Partido Rojo por Finnmark en las elecciones parlamentarias, aunque no resultó elegida. En 2010, fue elegida para el comité de trabajo del partido. En 2012, durante la asamblea nacional de Rødt, fue elegida vicepresidenta del partido, cargo que ocupó hasta 2023.
En las elecciones parlamentarias de 2021, encabezó la lista de Rødt en Akershus y se convirtió en la primera representante del partido en este condado, obteniendo el 3,9% de los votos. Desde entonces, es miembro de la Comisión de Finanzas del Storting.
En julio de 2023, tras la dimisión de Bjørnar Moxnes, asumió interinamente la presidencia de Rødt. En mayo de 2024, fue confirmada oficialmente como líder del partido durante el congreso nacional.

## Carrera musical
Además de su trayectoria política, Martinussen tocaba el bajo en la banda indie pop Making Marks, anteriormente conocida como Mylittlepony. El grupo lanzó el álbum "A Thousand Half-Truths" en 2014 y varios sencillos entre 2012 y 2013.